# Aboisso
Aboisso  est une ville située dans le sud-est de la Côte d'Ivoire, à 116 km à l'est d'Abidjan. Capitale de la région du Sud-Comoé, elle est l'une des localités les plus proches de la frontière du Ghana. Le peuple dominant et propriétaire coutumier des terres est un groupe de l'ethnie Agni, les Sanwi, appartenant au groupe Akan venu de l'actuel Ghana.
Cette ville fait partie du royaume du Sanwi, l'un des plus vieux royaumes du pays.
La ville d'Aboisso est sur le cours inférieur du fleuve Bia.
Les premières explorations de la Côte d'Ivoire réalisées par Marcel Treich-Laplène sont parties d'Aboisso.
Sur le plan administratif, la localité d'Aboisso est un chef-lieu de commune, de sous-préfecture, et de département. Le département d'Aboisso a une population estimée à plus de 307 852 habitants. La ville d'Aboisso appartient au district de la Comoé et constitue, surtout, le chef-lieu de la région du Sud Comoé, l'une des 31 régions administratives de la Côte d'Ivoire.

## Origine du nom
La création de la ville d'Aboisso remonte dans les années 1700. Aboisso se dit en langue locale agni « èbuèsu », et le nom Aboisso semble donc provenir de « eboué nyansou » qui, en langue agni, signifie « sur la pierre » (allusion possible au relief rocheux de la région).
Selon une autre explication plus pittoresque, les premiers Européens arrivés dans la région rencontrèrent des enfants qui jouaient sur une pierre. Ils leur demandèrent le nom de la localité et ceux-ci, pensant que ces Blancs leur demandaient ce qu'ils faisaient, auraient répondu qu'ils jouaient «...sur le caillou ».

## Administration
À l'époque coloniale, la région d'Aboisso fut érigée en cercle autour de 1890. Le cercle aussi fut partagé en subdivisions administratives. Son premier administrateur fut le capitaine Marchand. Après l'indépendance de la Côte d'Ivoire, la région d'Aboisso devint une sous-préfecture par une loi de 1961. Son premier sous-préfet fut Hacandy Kouacou. Huit ans plus tard, la région fut érigée en préfecture par arrêté. Hyacinthe Abouattier en fut le premier administrateur civil. Une loi de 1978 a institué 27 communes de plein exercice sur le territoire du pays.
| Date d'élection | Identité               | Parti    | Qualité         | Statut  |
| --------------- | ---------------------- | -------- | --------------- | ------- |
| 1980            | Konan Kramo            | PDCI-RDA | Homme politique | élu     |
| 1985            | Konan Kramo            | PDCI-RDA | Homme politique | élu     |
| 1990            | Elleingand Etché       | PDCI-RDA | Homme politique | élu     |
| 1995            | Elleingand Etché       | PDCI-RDA | Homme politique | élu     |
| 2001            | Elleingand Etché       | PDCI-RDA | Homme politique | élu     |
| 2006            | Kadja N'zoré           | PDCI-RDA | Colonel         | Intérim |
| 2013            | Mamadou Kano           | RDR      | Homme politique | élu     |
| 2018            | N'Gouan Jérémie Alfred | PDCI-RDA | Homme politique | élu     |
| 2023            | N'Gouan Jérémie Alfred | PDCI-RDA | Homme politique | réélu   |

## Société

### Démographie
| Rec. 1975 | Rec. 1988 | Est. 2010 | 2014   | 2021    |
| --------- | --------- | --------- | ------ | ------- |
| 13 527    | 21 348    | 42 658    | 86 115 | 100 903 |

## Infrastructures
Aboisso possède un centre de formation des agents de santé (INFAS), des centres de formation de football, industries de transformation de palmier à huile (PALMCI) , (DEKEL ATOE, SOPALM, COOPALEM...),et des sociétés de transformation du caoutchouc ( SCC, SCA , STRI ) un centre de transformation du cacao frais (CEMOI), un village d'enfants S.O.S.
Aboisso possède aussi un aéroport.

## Sports
Les compétitions sportives se déroulent exclusivement au chef-lieu du département, les autres localités ne disposant d'aucune infrastructure dédiée : la ville dispose d'un club de football, l'EDUS d'Aboisso, qui évolue en championnat national de " 3e division ". Comme dans la plupart des villes du pays, il est organisé, de façon informelle, des tournois de football à 7 joueurs qui, très populaires en Côte d'Ivoire, sont dénommés Maracanas.

## La région
- En direction d'Abengourou se situe un paysage très accidenté autour des lacs d'Ayamé[10] ;
- En novembre et décembre, se déroule la fête des ignames qui est organisée chaque année dans un village différent du Sanwi ;
- C'est dans la région, autour du village d'Elima, qu'ont été acclimatés les premiers plants de café[11],[12] et de cacao[13],[14] dans le pays, grâce à Arthur Verdier.

## Personnalités liées
- Soum Bill (1972-), chanteur né à Aboisso ;
- Michel Kodjo (1935-), peintre né dans la préfecture d'Aboisso.
- Fatho Amoy (1935 - 2019) Poète, Enseignant
- Eugène Aouélé Aka, Pharmacien, homme politique et président d'institution

## Villes voisines
Adiaké, Tiapoum au sud ;
- Krindjabo, la capitale du royaume du Sanwi ;
- Bettié au nord ;
- Alépé vers l'ouest ;
- Takoradi vers l'est, au Ghana.